# عادل شماسدین
 عادل شماسدین (انگلیسی: Adil Shamasdin؛ زادهٔ ۲۳ مهٔ ۱۹۸۲) یک تنیس‌باز اهل کانادا است. 